# Baldrs draumar

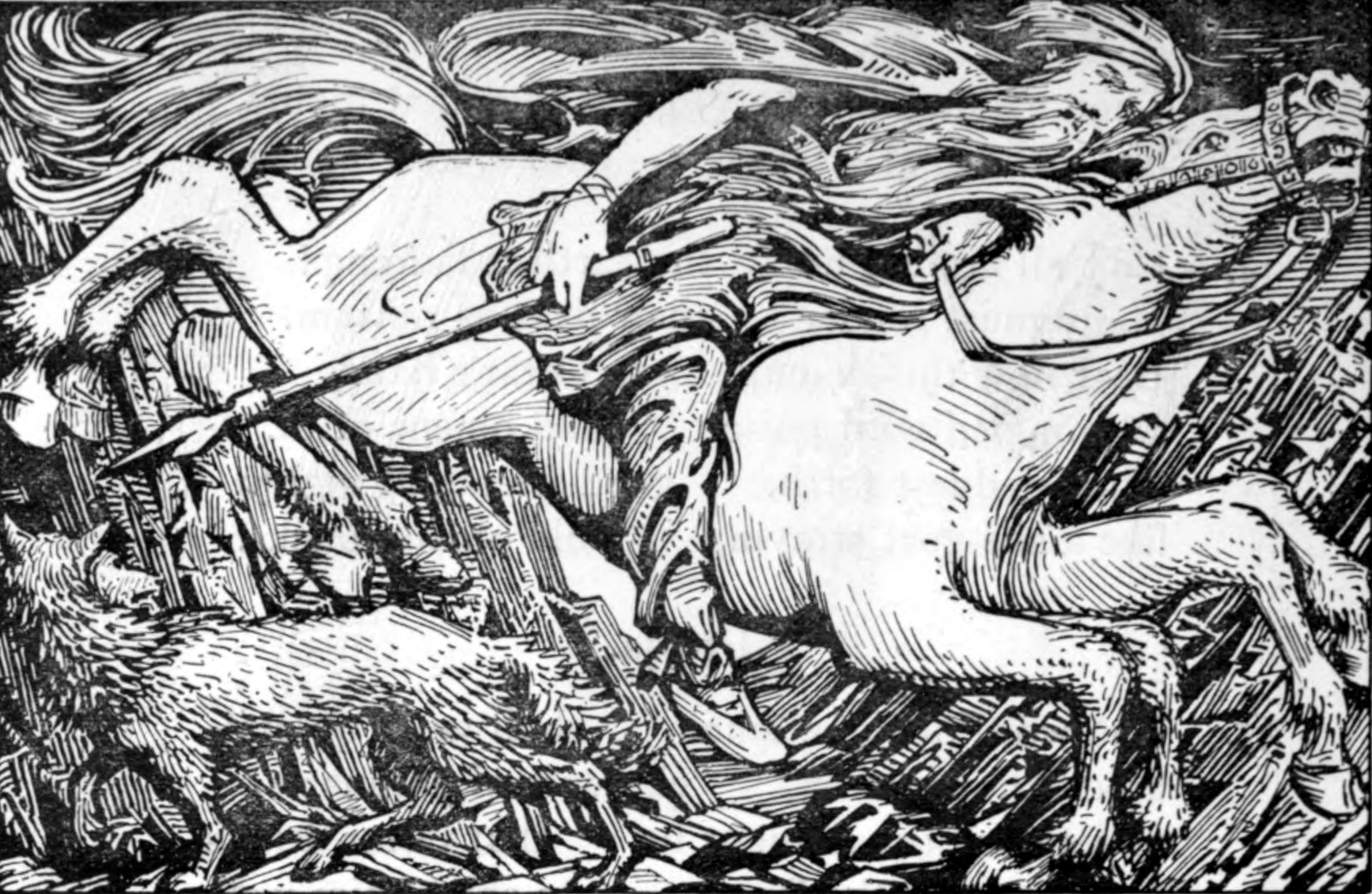
" Odín cabalga hacia el Hel " (1908) por W. G. Collingwood

Baldrs draumar (Los sueños de Baldr) o Vegtamskviða (Balada de Vegtam) es un poema éddico, que fue preservado en el manuscrito AM 748 I 4.º. Brinda información sobre el relato del mito de la muerte de Baldr y es consistente con los datos que se encuentran en Gylfaginning. 
Relata que Balder ha estado teniendo pesadillas, soñando sobre su propia muerte. Para interpretar el significado de estos sueños Odín cabalga hasta Helheim, haciéndose pasar por un viajero vagabundo llamado Vegtam ("Acostumbrado al camino"), de allí el nombre de la balada.
En Helheim, Odín/Vegtam se encuentra con la tumba de una völva y la resucita.  Dialoga con la völva y esta le cuenta sobre el destino de Baldr. Al final Odín le realiza una pregunta que pone al descubierto su identidad y la völva le pide que tome el camino de regreso.
Este poema es uno de los más cortos de los poemas éddicos y consiste solamente de catorce estrofas fornyrðislag. Algunos manuscritos en papel más tardíos contienen cinco estrofas más, de las cuales se piensa que son de un origen más temprano. El filólogo noruego Sophus Bugge planteó la hipótesis de que habrían sido compuestas por el autor de  Forspjallsljóð.